# بالمازاوی‌واروش
شهر بالمازاوی‌واروش (به مجاری: Balmazújváros) در هایدو-بیهار در کشور مجارستان واقع شده‌است. جمعیت این شهر ۱۷٫۷۵۲ نفر است.